# Sint-Odakapel (Merselo)

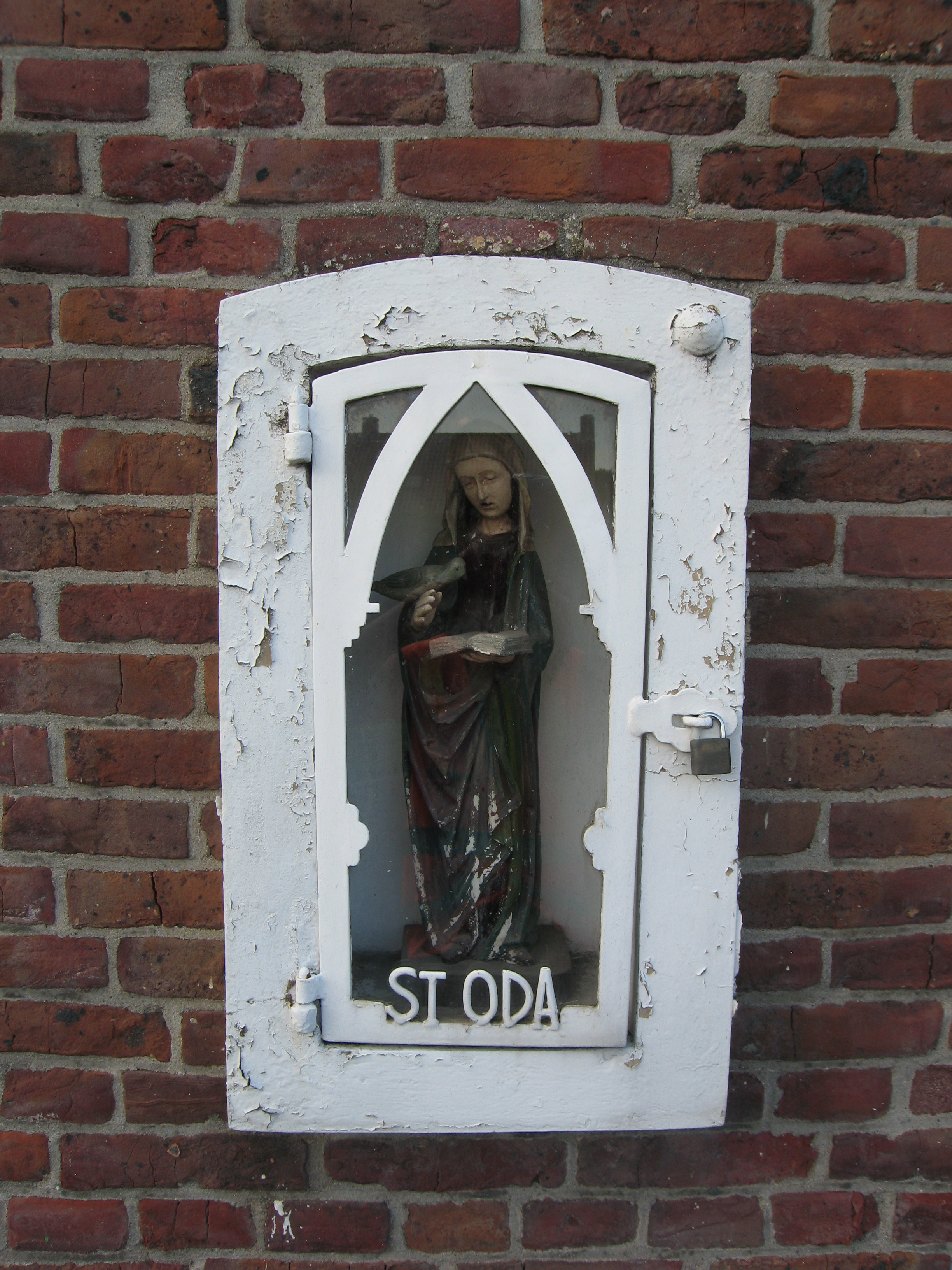
De muurniskapel

De Sint-Odakapel is een gevelkapel in Merselo in de Nederlands Noord-Limburgse gemeente Venray. De kapel bevindt zich aan de westkant van het dorp in een gevel van de boerderij op Grootdorp 85. Ten zuidwesten van het dorp bevindt zich een tweede gevelkapel, de Mariakapel.
De kapel is gewijd aan de heilige Oda van Brabant.

## Geschiedenis
In de eerste helft van de 15e eeuw werd de kapel oorspronkelijk gebouwd.
In 1895 werd het dorp getroffen door een dorpsbrand, waarna de gevelkapel herbouwd werd.

## Bouwwerk
In de bakstenen gevel van een schuur is een witte nis aangebracht. De segmentboogvormige nis wordt afgesloten met een wit deurtje met glas, met in het deurtje een gotische spitsboog aangebracht. Onderop het deurtje is in witte letters de tekst ST ODA aangebracht.
Van binnen is de nis wit geschilderd met in de nis een beeldje van de heilige Oda. Het beeldje toont Oda met in haar linkerhand een opengeslagen boek en op haar rechterarm zit een duif.